# Staré Hodějovice
Staré Hodějovice – wieś i gmina w Czechach, w powiecie Czeskie Budziejowice, w kraju południowoczeskim. Według danych z dnia 1 stycznia 2014 liczyła 1 115 mieszkańców.